# Ermita de Santa Quiteria (Hoya de la Carrasca)
La Ermita de Santa Quiteria es un santuario católico de esta advocación situado en Hoya de la Carrasca, lugar de Arcos de las Salinas, provincia de Teruel, (Comunidad Autónoma de Aragón, España).

## Historia
La tradición vecinal, confirmada por la historiografía, dice de la existencia de una aduana en la localidad, señalizada por una cadena que interrumpía en este punto el paso por el histórico camino, una especie de tabla «donde se registraban todas las mercancías y se pagaban derechos», al pasar de un reino a otro. Al respecto, consta documentalmente que algunos pueblos del Rincón de Ademuz (Ademuz, Castielfabib), «recurrieron a las Cortes de Monzón para que se suprimieran las tablas de la Hoya de la Carrasca sin resultado».-
El soportal de la ermita responde al «estilo de conquista», similar al de la Ermita de San Roque, en Arcos de las Salinas, Teruel, y al de las ermitas de Puebla de San Miguel (Valencia): La Purísima Concepción y San Roque.

## Ubicación y descripción
Hoya de la Carrasca es un lugarcillo despoblado en el trayecto de la carretera CV-363 que une la aldea de Losilla de Aras (Aras de los Olmos, con Puebla de San Miguel. En el extremo meridional del caserío, cuyo conjunto forma una calle-pueblo, se halla la ermita de Santa Quiteria, dispuesta sobre un cantil:

«En contraste con el ocre imperante muéstrase el albo de la ermita de Santa Quiteria, enfundada en sutiles auras serranas. Limpia y bien cuidada, tiene un pórtico, y a ambos lados de la rústica puerta están las ventanas, defendidas por barrotes de madera».
Viaje a la Sierra de Javalambre, Luis Gispert Macián

Se trata de un pequeño edificio encalado de planta alargada, orientado en disposición antigua -este (cabecera), oeste (pies)-, con la fachada principal y el pórtico mirando a poniente. La construcción presenta dos cuerpos, uno posterior a la cabecera, en el que se halla propiamente la capilla, de menor altura y vertiente a dos aguas. Y otro anexo anterior, que incluye la nave y pórtico cubierto, con vertiente a tres aguas. El conjunto impresiona de haber sido construido en dos fases, primero debió construirese el cuerpo de cabecera, representado una pequeña ermita, y posteriormente el de los pies, de mayor altura, formado por la nave y pórtico cubierto o atrio exterior. Sobre la cobertura destaca una espadaña de obra sin campanil:

«El interior es también muy sencillo y agradable, con un poyo (corrido) a la izquierda del primer tramo, y tres peldaños para ascender al cuerpo de cabecera, ambos seprados por un grueso arco toral».
Del paisaje, alma del Rincón de Ademuz, Alfredo Sánchez Garzón

La armadura de la cubierta responde al típico en las techumbres que vierten a dos aguas, tipo parhilera con tabicas, «de forma que las alfardas apoyan por una parte en el estribo de las paredes laterales, mientras que por la superior lo hacen en la hilera», una gruesa viga cuadrangular soportada en su parte central por el robusto arco toral. Las paredes laterales del cuerpo de cabecera aparecen cubiertas de exvotos de cera, velas rizadas con lazos, miembros y órganos humanos, manifestaciones de la devoción popular por peticiones o gracias recibidas.

Posee un altar exento, frente a otro de obra adosado al testero, sobre el que hay una imagen en escayola de santa Quiteria luciendo sus atributos: palma del martirio en la mano derecha y cadena en la izquierda, sujetando un perro que tiene a los pies: tradicionalmente a la santa se la considera valedora contra la rabia.
Al fondo, sobre el altar hay un gran cuadro al óleo a modo de retablo, en el que se representa simbólicamente la tradición festivo-religiosa de la Romería de santa Quiteria en tres planos: terrenal (abajo) y espiritual (arriba), con otro intermedio en el que figuran los donantes.
Desde el pretil del atrio exterior de la ermita pueden verse el barranco que se abre a sus pies, con las fértiles hoyas (hoy abandonadas) que dieron nombre al lugar. En la margen izquierda de la hondonada yacen los restos de una monumental encina (Quercus ilex L), espécimen que contribuyó a apellidar el asentamiento: frente al árbol se hallan las ruinas de lo que fuera el lavadero comunal, y al fondo –sobre un somero altozano arcilloso- el pequeño cementerio con tapias encaladas: el lavadero público, las escuelas y el cementerio fueron construidos durante la II República Española, «reflejo de aquel particular momento histórico que vivió España».

## Culto y celebración
- Romería de Santa Quiteria, peregrinación que tiene lugar el domingo más próximo al 22 de mayo.[6]

## Galería

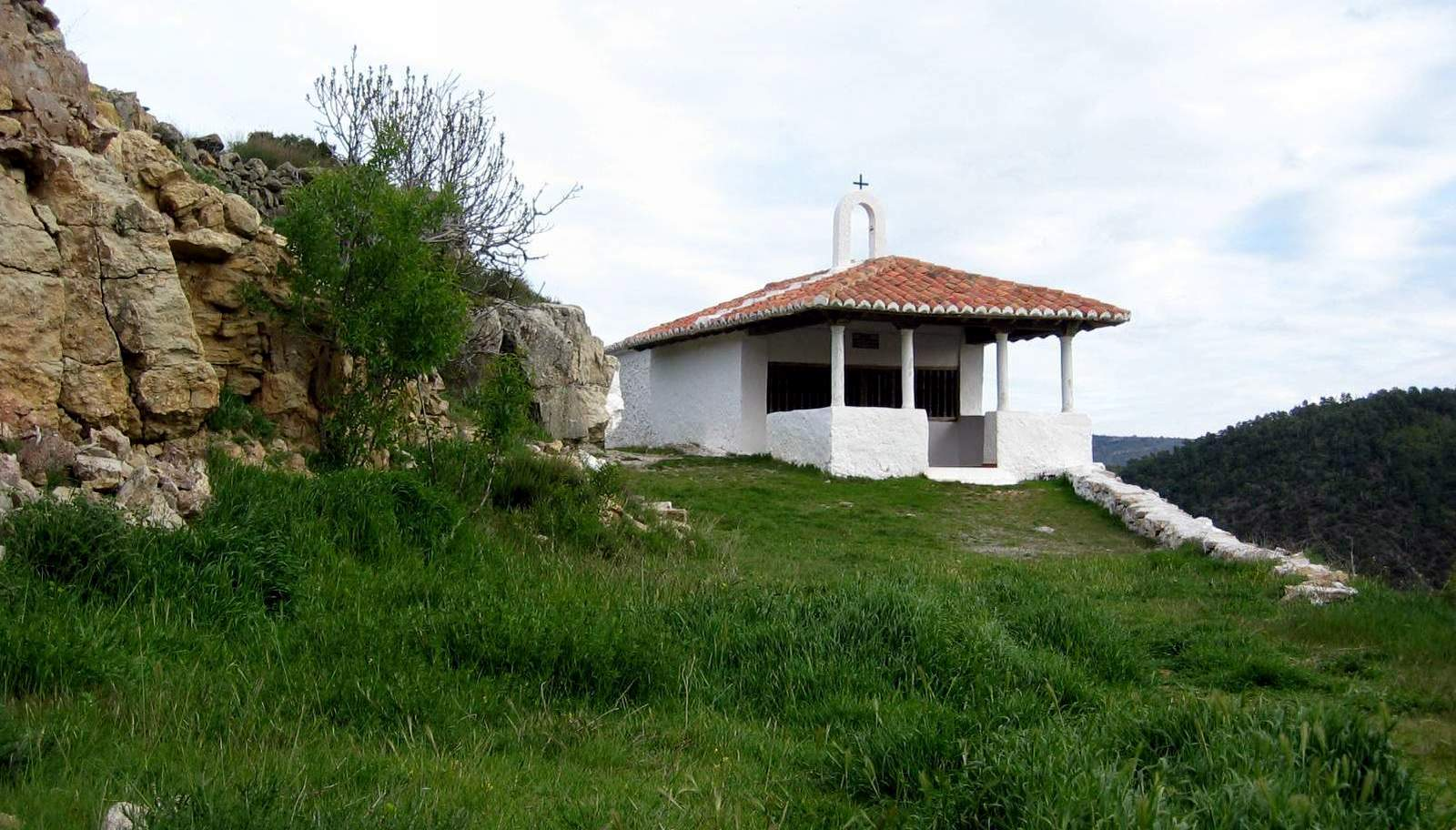
Vista frontal de la «Ermita de Santa Quiteria» en Hoya de la Carrasca, año 2006.
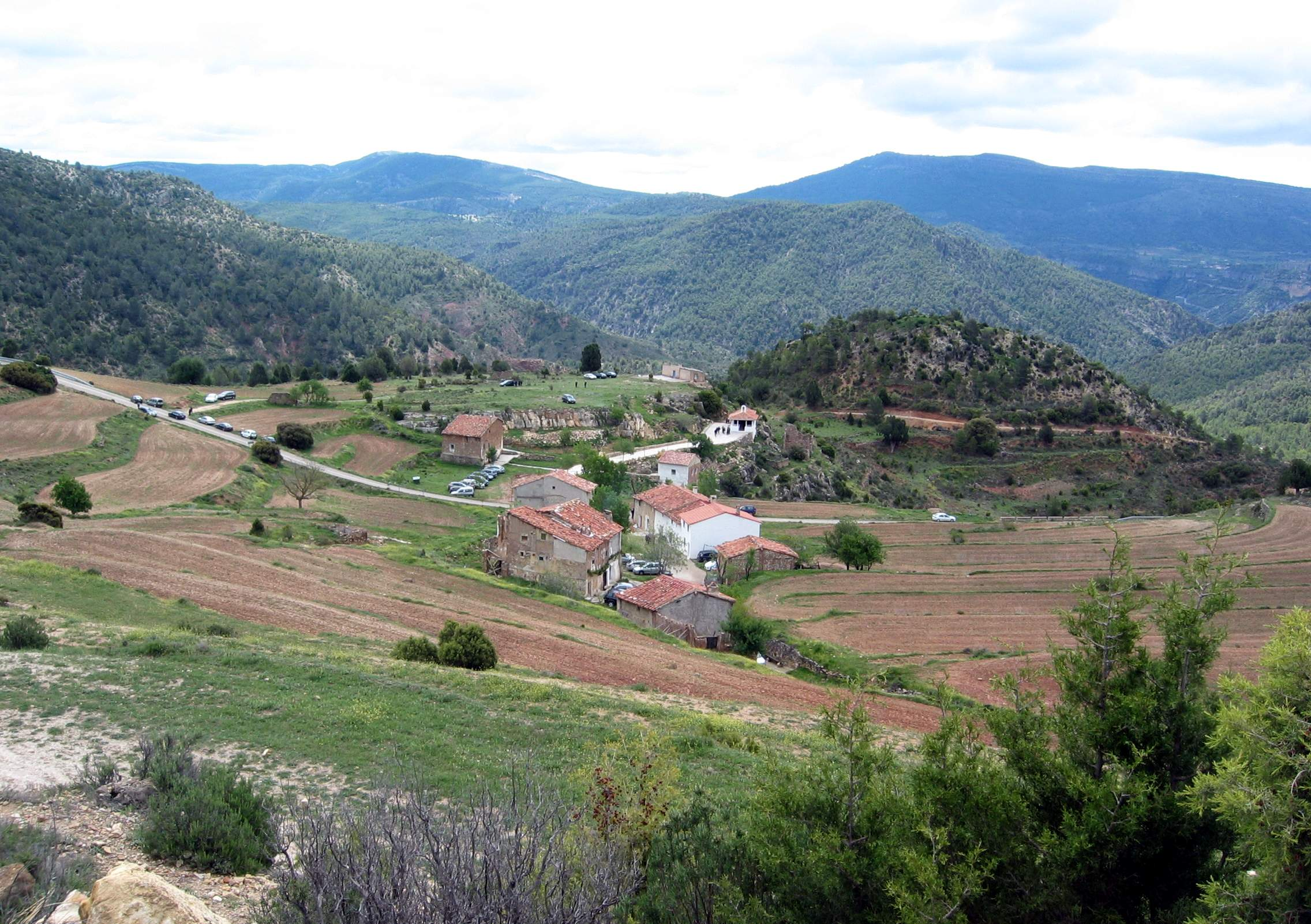
Vista general de Hoya de la Carrasca, con detalle de la ermita al fondo, año 2013.
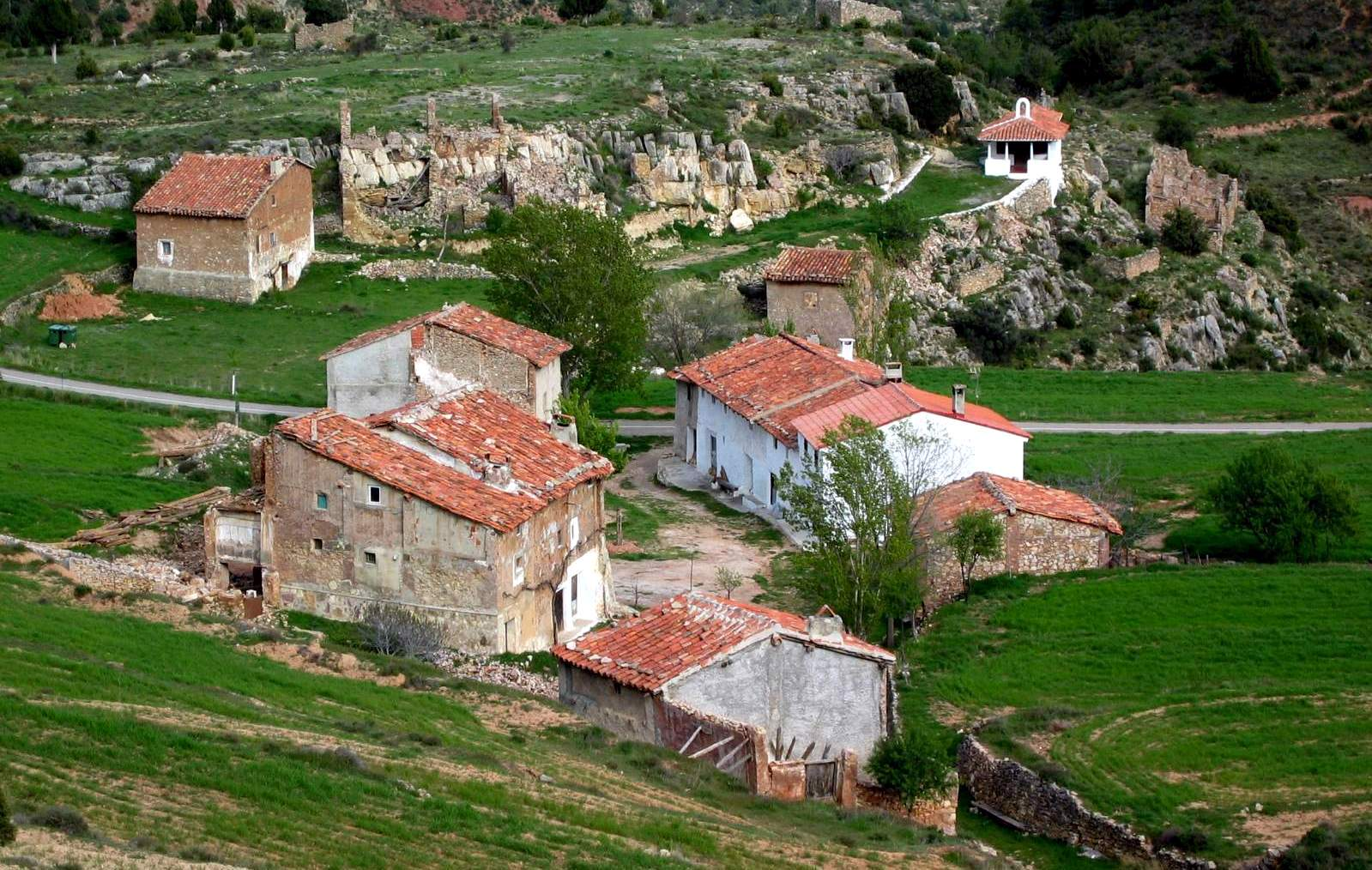
Vista general de Hoya de la Carrasca, con la «Ermita de Santa Quiteria» al fondo, año 2006.
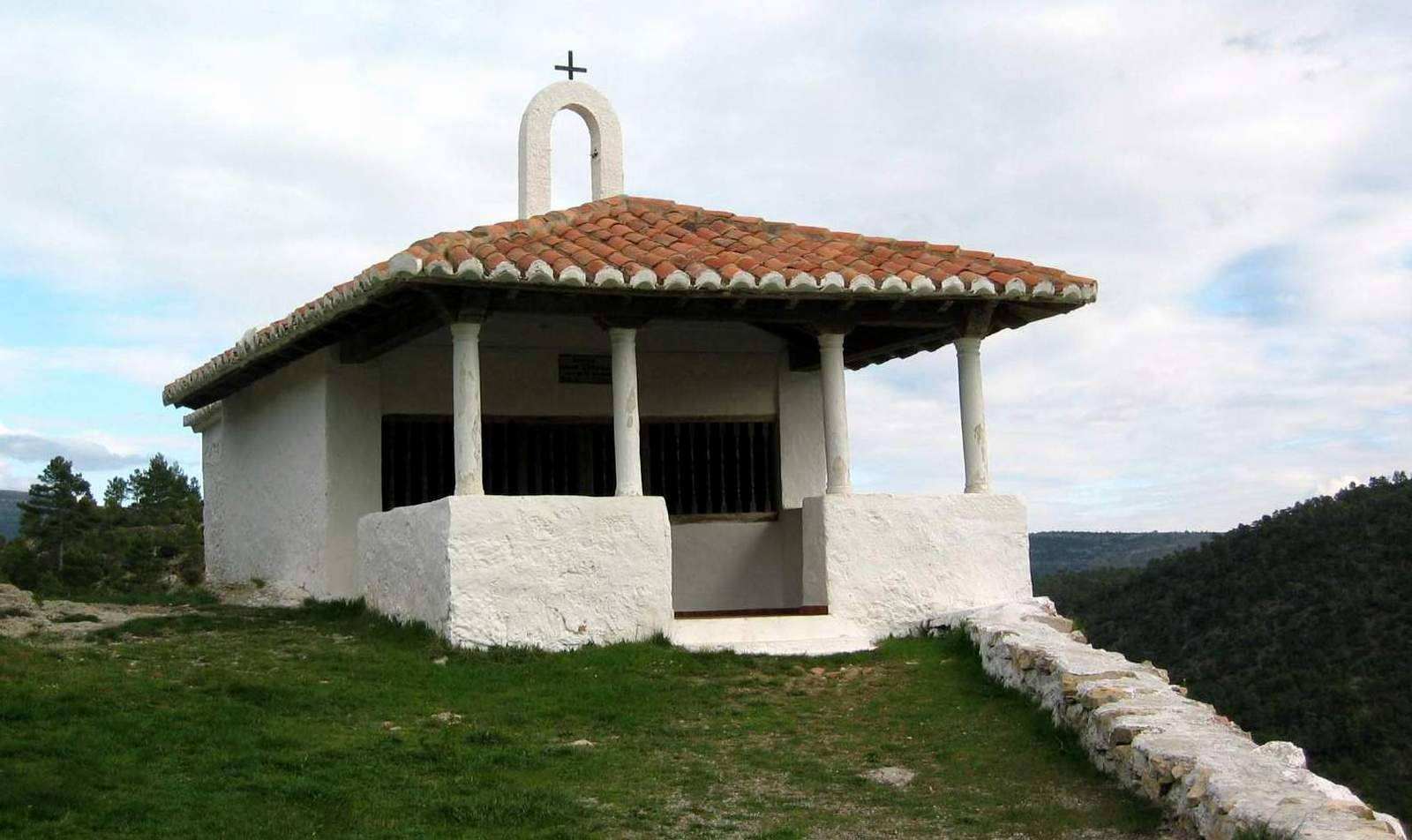
Vista frontal de la «Ermita de Santa Quiteria» en Hoya de la Carrasca, año 2006.
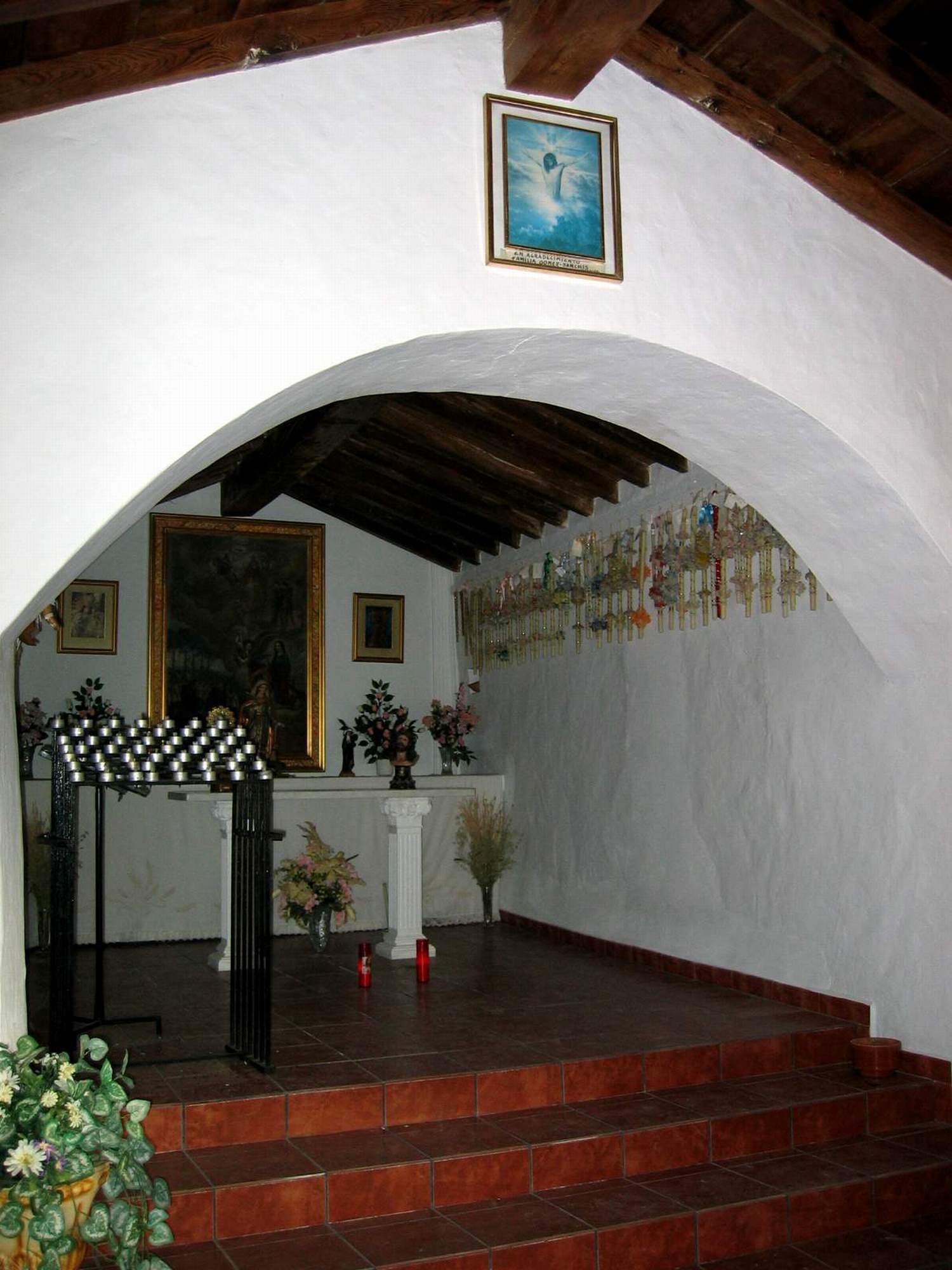
Detalle del arco toral de la «Ermita de Santa Quiteria» en Hoya de la Carrasca, año 2006.
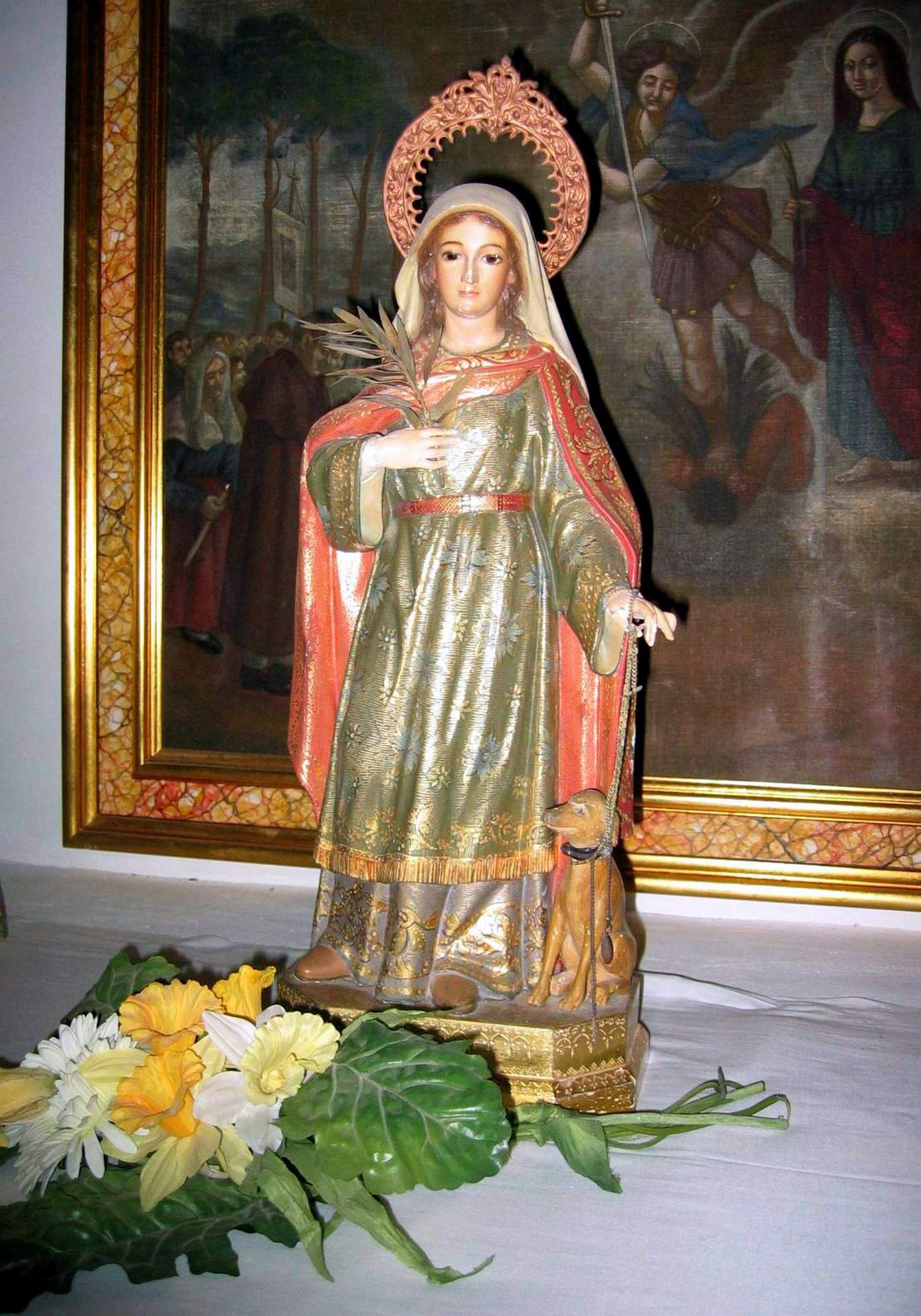
Imagen de santa Quiteria en la ermita de su advocación en Hoya de la Carrasca, año 2006.